# ブラック・グレープ
ブラック・グレープ（Black Grape）は、イングランドのロック・バンドである。1993年に元ハッピー・マンデーズのショーン・ライダーとベズを中心に結成。
1995年にアルバム『イッツ・グレート・ホェン・ユーアー・ストレート…YEAH』を発表。全英アルバムチャート1位のヒットになった。
しかし、1998年の『ステューピッド、ステューピッド、ステューピッド』は全英アルバムチャート11位と売れ行きは悪く、同年に解散した。
2010年にライダーは、ロンドンのザ・コロネットで開催された「Get Loaded in the Dark」ギグ・シリーズの一環として、音楽プロデューサーのダニー・セイバーとカーミットとともにブラック・グレープを短期間ながら再結成した。
2015年から本格的に再結成。2017年にアルバム『Pop Voodoo』を発表。その後もライブを中心に活動を続けている。

## ディスコグラフィ

### スタジオ・アルバム
- 『イッツ・グレート・ホェン・ユーアー・ストレート…YEAH』 - It's Great When You're Straight... Yeah (1995年)
- 『ステューピッド、ステューピッド、ステューピッド』 - Stupid Stupid Stupid (1997年)
- Pop Voodoo (2017年)

### シングル
- "Reverend Black Grape" (1995年)
- "In the Name of the Father" (1995年)
- 「ケリーズ・ヒーローズ」 - "Kelly's Heroes" (1995年)
- "Fat Neck" (1996年)
- "England's Irie" (1996年)
- 「ゲット・ハイアー」 - "Get Higher" (1997年)
- "Marbles" (1998年)
- "Nine Lives" (2017年)
- "I Wanna Be Like You" (2017年)